# Eerste klasse 2015-16 (basketbal België)
De Scooore League 2015-16 was het 89e seizoen van de hoogste basketbalklasse in België en de 69e editie sinds de invoering van een nationale competitie. Het seizoen begon op 2 oktober 2015 en eindigde na de playoffs in juni 2016. De verdedigende kampioen was Telenet Oostende. De reeks bestond dit jaar opnieuw uit 11 ploegen en werd voor het tweede jaar op rij afgewerkt in een besloten formule zonder daler. Na de reguliere competitie over 20 speeldagen werkten de eerste vijf en de laatste zes een tweede ronde af. De eerste vijf zijn gekwalificeerd voor de play offs samen met de eerste drie uit de tweede groep.  Telenet Oostende werd voor de 5e opeenvolgende keer kampioen van België, na winst in de finale van Okapi Aalstar.

## Teams
| Club                          | Stad       | Hal                              | Capaciteit |
| ----------------------------- | ---------- | -------------------------------- | ---------- |
| Basic-Fit Brussels            | Brussel    | Sportcomplex Neder-Over-Heembeek | 1.200      |
| Limburg United                | Hasselt    | Alverberg-sporthal               | 1.730      |
| Belfius Mons-Hainaut          | Bergen     | Mons.Arena                       | 4.000      |
| Kangoeroes Basket Willebroek  | Willebroek | Sporthal de Schalk               | 1.000      |
| Liège Basket                  | Luik       | Country Hall Ethias              | 5.000      |
| Okapi Aalstar                 | Aalst      | Okapi Forum                      | 2.800      |
| Port of Antwerp Giants        | Antwerpen  | Lotto Arena                      | 5.218      |
| Proximus Spirou               | Charleroi  | Spiroudome                       | 6.200      |
| Stella Artois Leuven Bears    | Leuven     | Sportoase                        | 3.400      |
| Telenet BC Oostende           | Oostende   | Sleuyter Arena                   | 5.000      |
| VOO Wolves Verviers-Pepinster | Verviers   | Halle du Paire                   | 4.000      |

## Uitslagen
Nadat alle teams elkaar twee keer ontmoet hebben, spelen de vijf hoogst geplaatste teams tweemaal tegen elkaar en de zes laagst geplaatste teams tweemaal tegen elkaar.

### Eindstand Regulier seizoen
| Pos | Club                      | P  | W  | G  | V  | DV   | DT   | DS   |
| --- | ------------------------- | -- | -- | -- | -- | ---- | ---- | ---- |
| 1   | Telenet Oostende          | 38 | 20 | 18 | 2  | 1799 | 1505 | +294 |
| 2   | Spirou Charleroi          | 33 | 20 | 13 | 7  | 1597 | 1503 | +94  |
| 3   | Okapi Aalstar             | 33 | 20 | 13 | 7  | 1693 | 1625 | +68  |
| 4   | Limburg United            | 32 | 20 | 12 | 8  | 1799 | 1683 | +116 |
| 5   | Antwerp Giants            | 31 | 20 | 11 | 9  | 1690 | 1630 | +60  |
| 6   | Excelsior Brussels        | 30 | 20 | 10 | 10 | 1721 | 1653 | +68  |
| 7   | Belfius Mons-Hainaut      | 30 | 20 | 10 | 10 | 1598 | 1563 | +35  |
| 8   | Luik                      | 29 | 20 | 9  | 11 | 1667 | 1756 | -89  |
| 9   | Wolves Verviers-Pepinster | 26 | 20 | 6  | 14 | 1643 | 1870 | -227 |
| 10  | Kangoeroes Willebroek     | 25 | 20 | 5  | 15 | 1609 | 1771 | -162 |
| 11  | Leuven Bears              | 23 | 20 | 3  | 17 | 1592 | 1849 | -257 |

### Eindstand Finaleronde Groep A
In deze finaleronde spelen de 5 hoogst gerangschikte teams na de reguliere competitie nog tweemaal tegen elkaar. Het klassement hieronder bevat de wedstrijden inclusief de reguliere competitie.
| Pos | Club             | P  | W  | V  | DV   | DT   | DS   |
| --- | ---------------- | -- | -- | -- | ---- | ---- | ---- |
| 1   | Telenet Oostende | 51 | 23 | 5  | 2451 | 2144 | +307 |
| 2   | Spirou Charleroi | 46 | 18 | 10 | 2235 | 2142 | +93  |
| 3   | Okapi Aalstar    | 45 | 17 | 11 | 2426 | 2337 | +89  |
| 4   | Limburg United   | 43 | 15 | 13 | 2419 | 2358 | +61  |
| 5   | Antwerp Giants   | 42 | 14 | 14 | 2354 | 2272 | +82  |

### Eindstand Finaleronde Groep B
In deze finaleronde spelen de 6 laagst gerangschikte teams na de reguliere competitie nog tweemaal tegen elkaar. Het klassement hieronder bevat de wedstrijden inclusief de reguliere competitie.
| Pos | Club                      | P  | W  | V  | DV   | DT   | DS   |
| --- | ------------------------- | -- | -- | -- | ---- | ---- | ---- |
| 1   | Belfius Mons-Hainaut      | 48 | 18 | 12 | 2424 | 2295 | +129 |
| 2   | Excelsior Brussels        | 47 | 17 | 13 | 2544 | 2423 | +121 |
| 3   | Luik                      | 44 | 14 | 16 | 2542 | 2657 | -105 |
| 4   | Kangoeroes Willebroek     | 40 | 10 | 20 | 2492 | 2651 | -159 |
| 5   | Wolves Verviers-Pepinster | 38 | 8  | 22 | 2460 | 2769 | -309 |
| 6   | Leuven Bears              | 36 | 6  | 24 | 2362 | 2671 | -309 |

### Play-offs
|  | Kwartfinale | Kwartfinale          | Kwartfinale    |               |                | Halve finale       | Halve finale | Halve finale |  |  | Finale | Finale           | Finale |
|  |             |                      |                |               |                |                    |              |              |  |  |        |                  |        |
|  | 1           | Telenet Oostende     | 2              |               |                |                    |              |              |  |  |        |                  |        |
|  | 8           | Liège Basket         | 0              |               |                |                    |              |              |  |  |        |                  |        |
|  | 8           | Liège Basket         | 0              |               | 1              | Telenet Oostende   | 3            |              |  |  |        |                  |        |
|  |             |                      |                |               | 1              | Telenet Oostende   | 3            |              |  |  |        |                  |        |
|  |             | 4                    | Limburg United | 2             |                |                    |              |              |  |  |        |                  |        |
|  | 4           | 4                    | Limburg United | 2             | Limburg United | 2                  |              |              |  |  |        |                  |        |
|  | 4           |                      |                |               | Limburg United | 2                  |              |              |  |  |        |                  |        |
|  | 5           | Antwerp Giants       | 0              |               |                |                    |              |              |  |  |        |                  |        |
|  |             |                      |                |               |                |                    |              |              |  |  | 1      | Telenet Oostende | 3      |
|  |             |                      | 3              | Okapi Aalstar | 1              |                    |              |              |  |  |        |                  |        |
|  | 2           | Spirou Charleroi     | 0              |               |                |                    |              |              |  |  |        |                  |        |
|  | 7           | Excelsior Brussels   | 2              |               |                |                    |              |              |  |  |        |                  |        |
|  | 7           | Excelsior Brussels   | 2              |               | 7              | Excelsior Brussels | 2            |              |  |  |        |                  |        |
|  |             |                      |                |               | 7              | Excelsior Brussels | 2            |              |  |  |        |                  |        |
|  |             | 3                    | Okapi Aalstar  | 3             |                |                    |              |              |  |  |        |                  |        |
|  | 3           | 3                    | Okapi Aalstar  | 3             | Okapi Aalstar  | 2                  |              |              |  |  |        |                  |        |
|  | 3           |                      |                |               | Okapi Aalstar  | 2                  |              |              |  |  |        |                  |        |
|  | 6           | Belfius Mons-Hainaut | 0              |               |                |                    |              |              |  |  |        |                  |        |

1928 · 1929 · 1930 · 1931 · 1932 · 1933 · 1934 · 1935 · 1936 · 1937 · 1938 · 1939 · 1940 · 1941 · 1942 · 1943 · 1944 · 1945 · 1946 · 1947 · 1948 · 1949 · 1950 · 1951 · 1952 · 1953 · 1954 · 1955 · 1956 · 1957 · 1958 · 1959 · 1960 · 1961 · 1962 · 1963 · 1964 · 1965 · 1966 · 1967 · 1968 · 1969 · 1970 · 1971 · 1972 · 1973 · 1974 · 1975 · 1976 · 1977 · 1978 · 1979 · 1980 · 1981 · 1982 · 1983 · 1984 · 1985 · 1986 · 1987 · 1988 · 1989 · 1990 · 1991 · 1992 · 1993 · 1994 · 1995 · 1996 · 1997 · 1998 · 1999 · 2000 · 2001 · 2002 · 2003 · 2004 · 2005 · 2006 · 2007 · 2008 · 2009 · 2010 · 2011 · 2012 · 2013 · 2014 · 2015 · 2016 · 2017 · 2018 · 2019 · 2020 · 2021